# Alexander Ivanovich Pushkin
Aleksandr Ivánovich Pushkin, nació el 7 de septiembre de 1907 en Mikúlino, gobernación de Tver, Imperio ruso, y falleció el 20 de marzo de 1970 en Leningrado, Unión Soviética (actualmente San Petersburgo, Rusia) fue un maestro de ballet y bailarín ruso.
Entre los alumnos de Aleksandr Pushkin en la Academia Vagánova de Ballet destacan Mijaíl Barýshnikov, Rudolf Nuréyev y Faruk Ruzimátov, entre otros.